# Le Rat mort

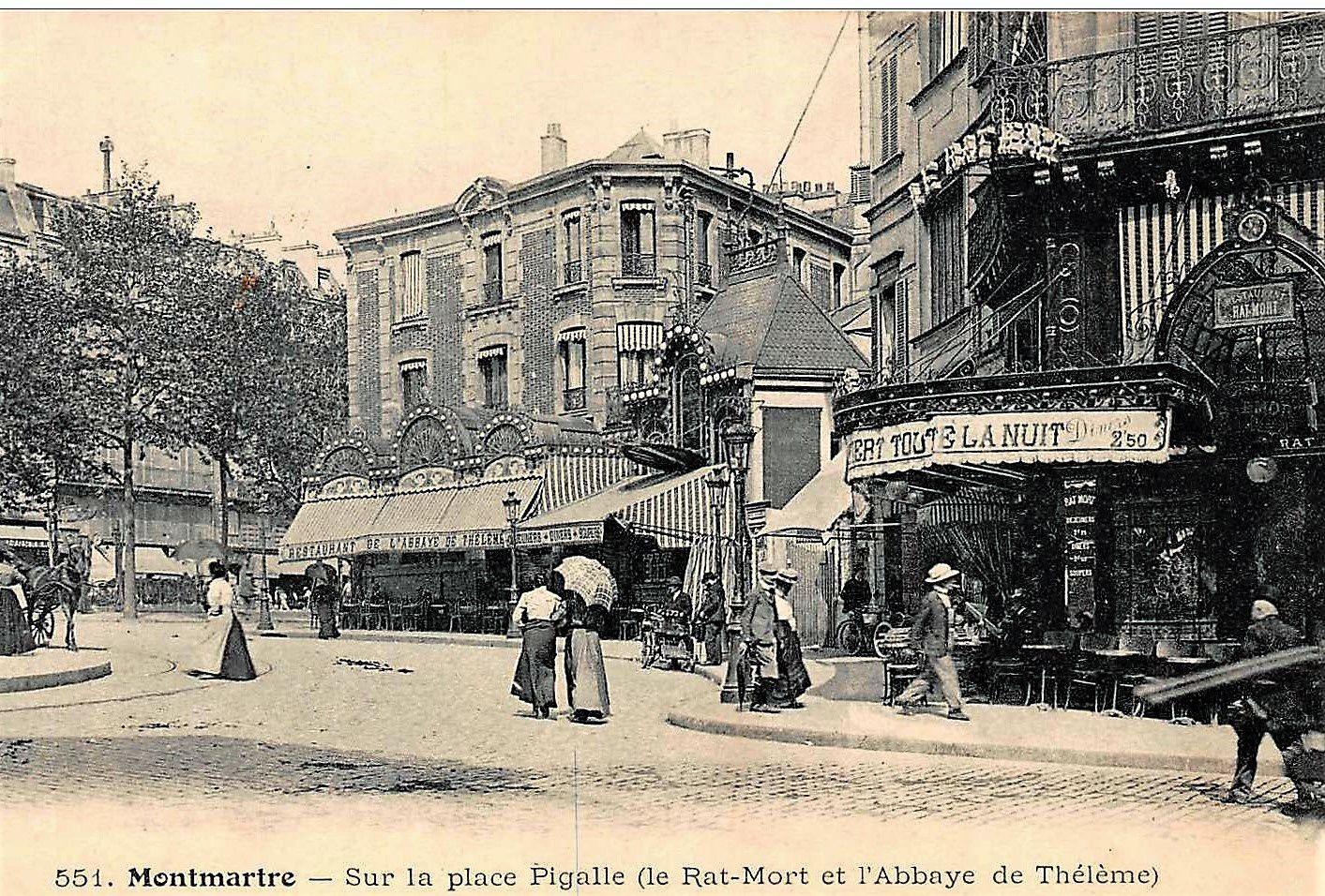
Le Rat mort sur la place Pigalle à Montmartre, carte postale distribuée vers 1900.

Le Rat mort est un café et cabaret populaire à Paris au XIXe siècle et au début du xxe siècle. Situé place Pigalle dans le quartier de Montmartre, il était fréquenté par des artistes, des écrivains, des acteurs, ainsi que des prostituées, et servait de bar lesbien le soir. Les peintures et croquis inspirés par le café et ses clients comprennent des œuvres de Toulouse-Lautrec, Maxime Dethomas, Auguste Chabaud,  et Maurice de Vlaminck. 

## Histoire

### Origines
Le Rat mort est fondé en 1837 sous le nom de Café Pigalle au 7 place Pigalle dans le quartier de Montmartre à Paris. Il est alors situé en face d'un café bohème, le café de la Nouvelle Athènes. Peu de temps après l'ouverture du café récemment rénové, l'un des intellectuels habitués de la Nouvelle Athènes se disputa avec le propriétaire et déplaça ses amis et son entreprise de l'autre côté de la rue, au Café Pigalle. Comme le matériau utilisé pour rénover le café n'était pas encore séché, alors que le groupe entrait dans le nouvel emplacement, l'un d'entre eux déclara : « Ça sent le rat mort ici ». C'est ainsi que l'endroit fut baptisé « Le Rat mort ».
D'autres légendes racontent qu'un rat mort fut trouvé dans la pompe à bière du café, ou qu'il fut tué car il a interrompu un rendez-vous amoureux secret qui se déroulait dans l'une des salles privées du café.
Charles Baudelaire était l'un des écrivains qui fréquentaient Le Rat mort dans les années 1850,.
Lors du lancement du café, bon nombre de femmes qui fréquentaient les restaurants de Montmartre étaient des artistes modèles ou des prostituées en quête de clients, issues d'une tradition d'artistes modèles se rassemblant à la fontaine de la place Pigalle pour s'embaucher auprès d'artistes.

### Écrivains, révolutionnaires et lesbiennes

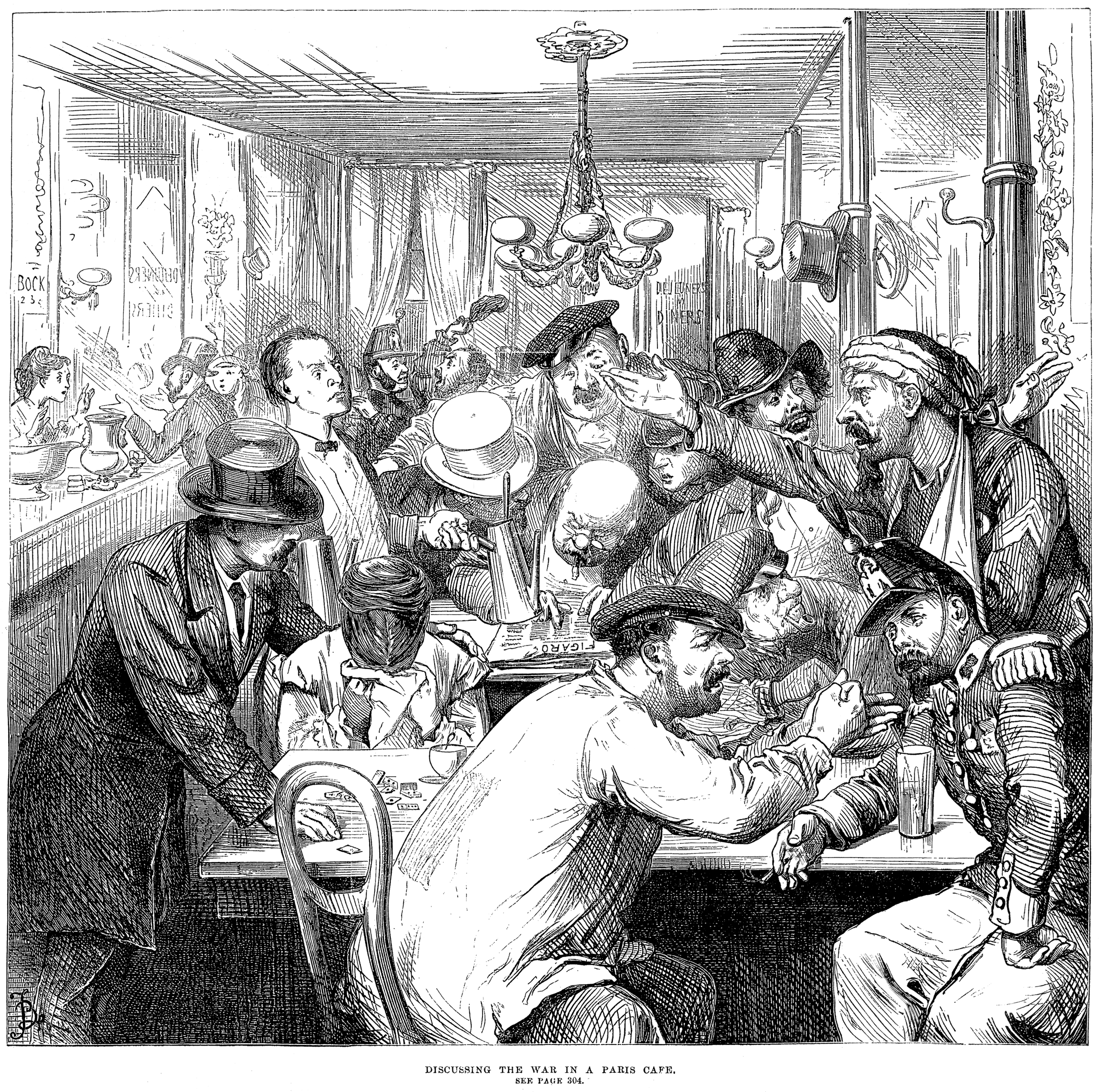
Illustration de Giovanni Boldini d'une discussion animée dans un café français, vers 1870.

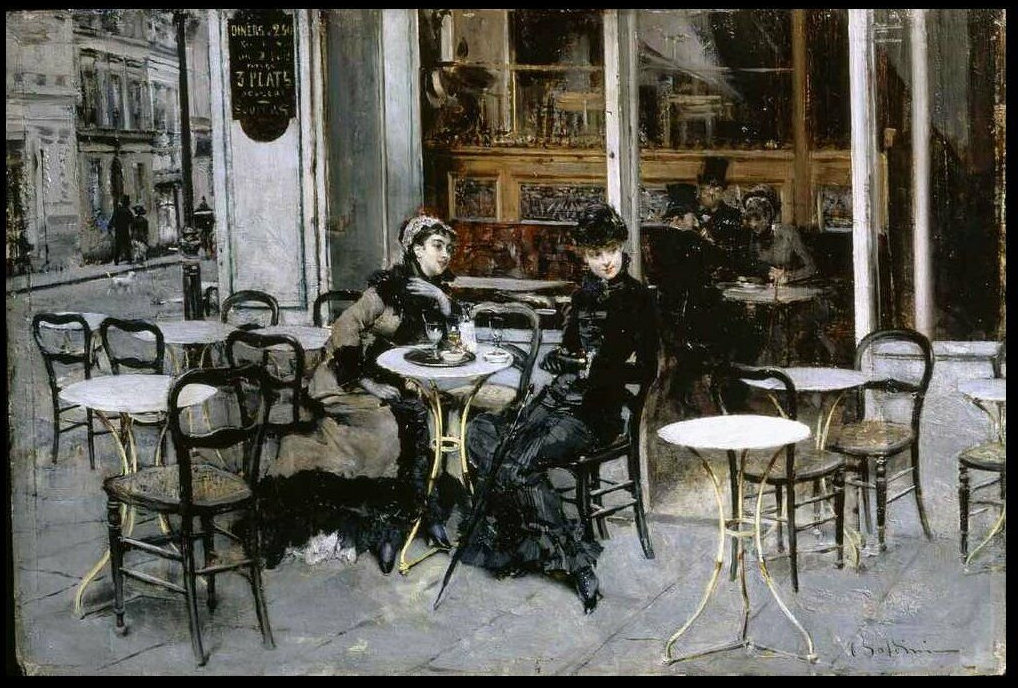
Giovanni Boldini - Conversation au café, 1877.

Dans les années 1860 et 1870, Le Rat mort continua d'être fréquenté par des intellectuels et des gens du monde des arts. Les clients de cette époque comprenaient le poète Fernand Desnoyers et les écrivains Catulle Mendès, Henry Cantel, Eugène Ceyras, Albert Merat, Léon Clodel et d'autres poètes de l'école littéraire parnassienne.
Plusieurs des habitués du Rat mort participèrent à la Commune de Paris, en 1871. Après la chute de la révolte, certains d'entre eux ne sont pas revenus, mais dès 1874, le café redevient un lieu de rassemblement pour des débats politiques et littéraires.

Dans les années 1870, le café avait également consolidé sa réputation de « café de femmes ». Les femmes avaient commencé à s'y rassembler bien avant la Commune de Paris, selon un article de 1889 du Courrier de Paris, qui publia également ce poème de deux vers :
Les femmes s'en vont au Rat-Mort

Pour réveiller le chat qui dort.
La popularité du café auprès des femmes queer a conduit les lesbiennes à être parfois appelées « Rats morts » en raison de leur association avec le café.
Les poètes homosexuels Paul Verlaine et Arthur Rimbaud fréquentaient également le Rat Mort, dont le nom officiel était encore le Café Pigalle. C'est ici que Rimbaud dit à Verlaine qu'il voulait lui montrer « une expérience » et lui demanda d'étendre ses poignets. Rimbaud a ensuite poignardé Verlaine aux poignets avec un couteau.

### Talent artistique et notoriété

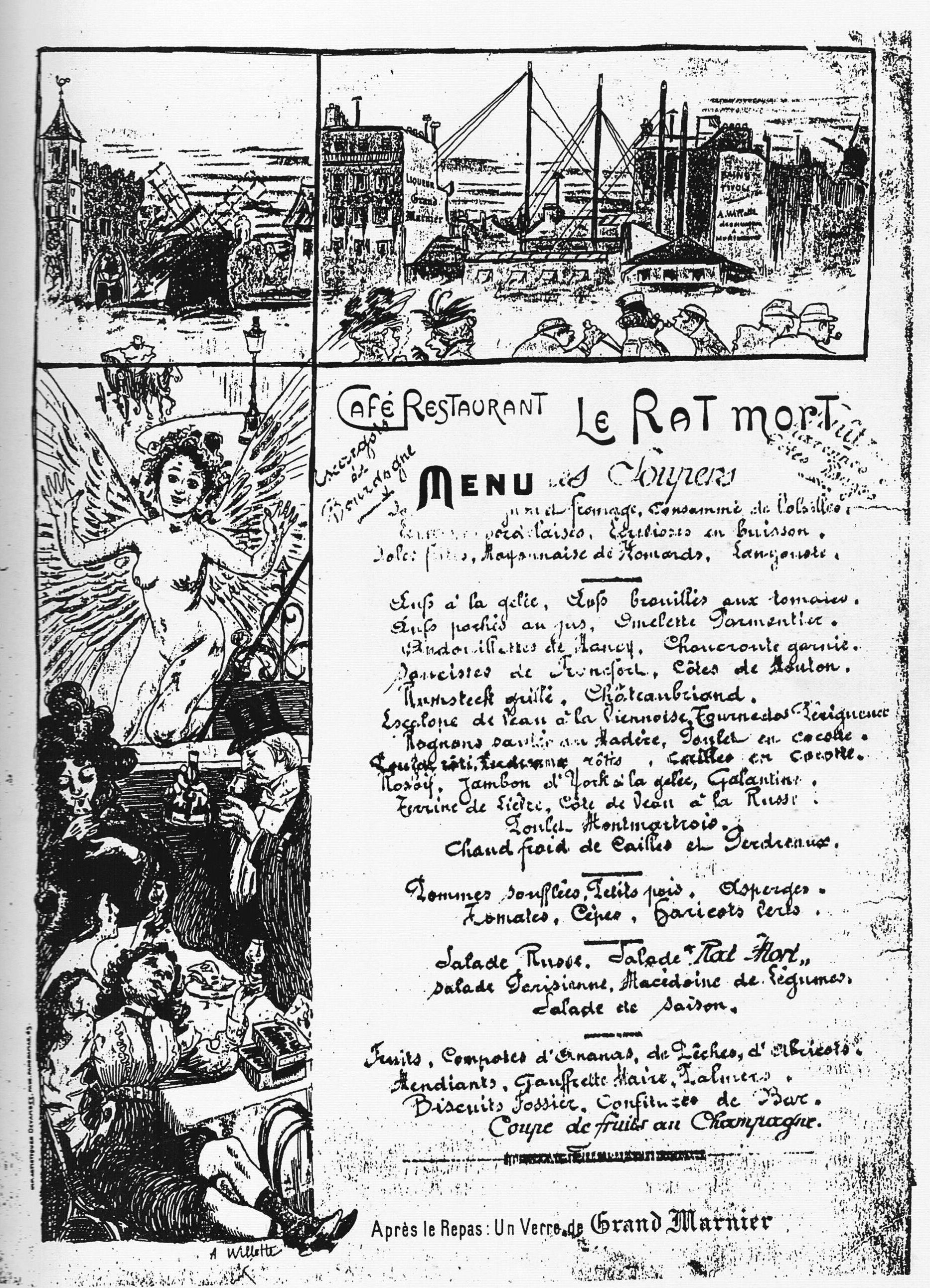
Une carte de menu de 1896 du Café Restaurant Le Rat Mort.

Une critique du café-restaurant datant de 1889 mentionne le gros rat peint sur son plafond par Léon Goupil, ainsi que sa délicieuse soupe à l'oignon, et le décrit comme un lieu fréquenté par des artistes et des écrivains célèbres et qui a toujours été un « restaurant des femmes ». Gustave Courbet, Émile Zola et Édouard Manet en étaient des visiteurs fréquents.
Dans les années 1890, l'expression culturelle et artistique de la Belle Époque était bien avancée. Le café était connu comme « l'un des plus anciens de Montmartre » et était fréquenté par des artistes de l'époque, dont Edgar Degas et Toulouse Lautrec, ainsi que par des artistes modèles et des travailleuses du sexe. Il était célèbre pour son design intérieur Second Empire, qui comprenait d'immenses miroirs et des lampes à gaz élaborées. Le peintre Joseph Faverot a enrichi le tableau du rat du plafond de Goupil en ajoutant des fresques représentant les quatre étapes de la vie d'un rat : le baptême, le mariage, l'orgie et la mort. Le restaurant avait deux portes, une entrée officielle et une porte arrière pour sortir.

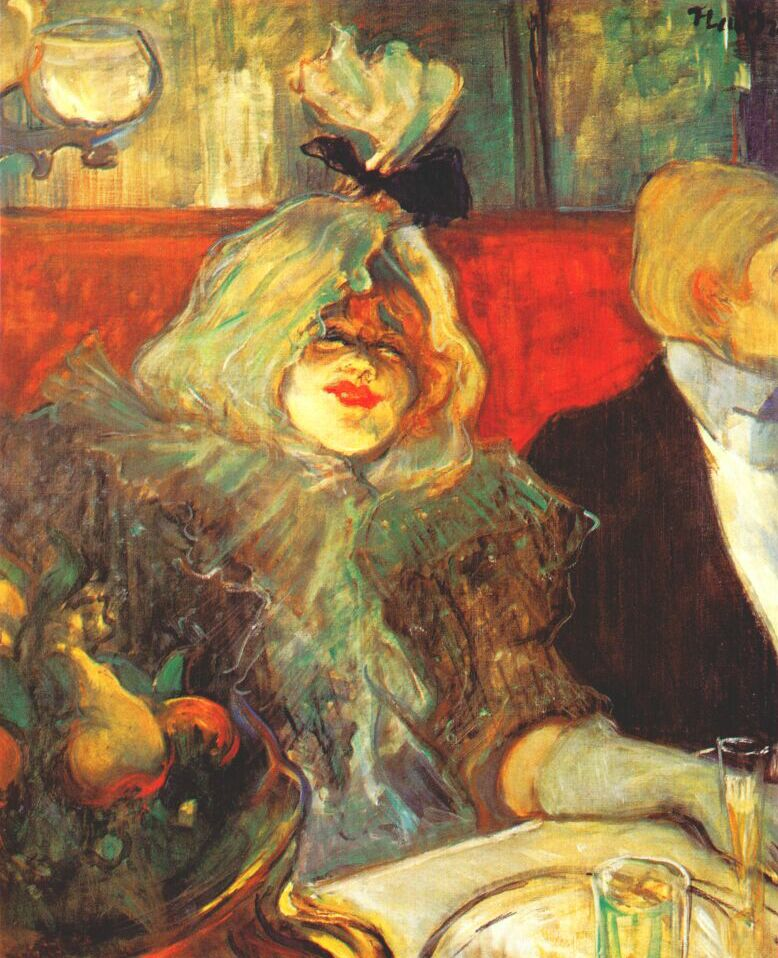
Au Rat Mort, Toulouse Lautrec, 1899

Lautrec a immortalisé le café et l'un de ses clients dans Au Rat Mort. (1899) Le tableau représente une courtisane, peut-être Lucy Jourdain, assise dans une pièce intime destinée aux liaisons avec les travailleuses du sexe.
À la fin des années 1890, un groupe d'écrivains belges se réunissait au Rat Mort pour s'amuser. À leur retour en Belgique, certains d'entre eux s'en inspirèrent pour organiser le premier bal du Rat mort en 1898, un spectacle annuel qui se poursuit encore au XXIe siècle.

### Du restaurant au cabaret

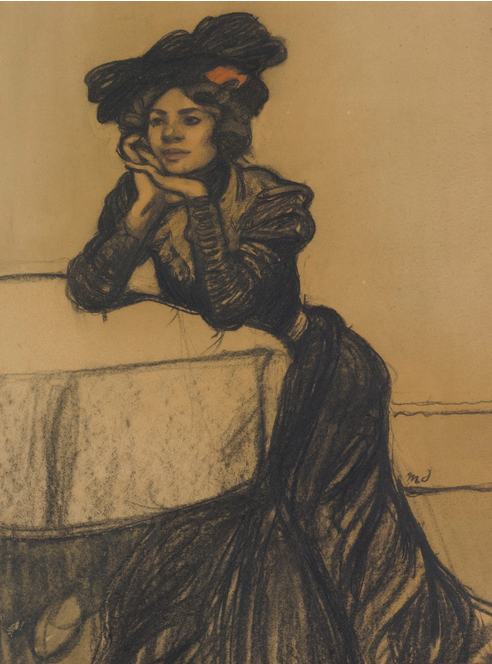
Maxime Dethomas - La Cliente du Rat Mort (septembre 1901).

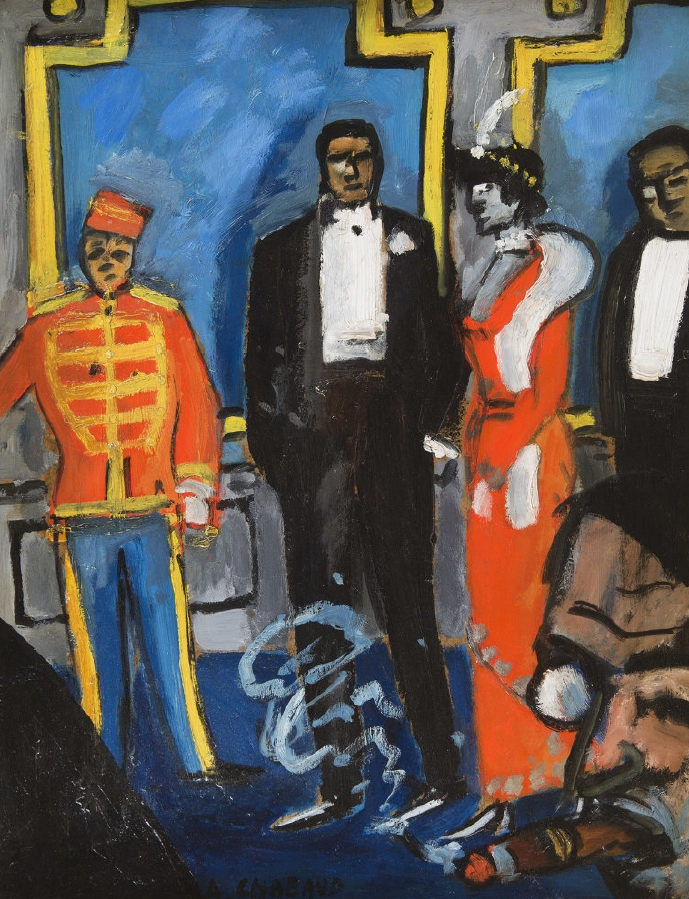
Couple entrant au Rat mort, Auguste Chaubaud, c. 1907.

En 1903, Le Rat Mort était décrit comme « l'un des restaurants les plus célèbres » de Paris, spécialisé dans les divertissements en dehors des heures d'ouverture.
L'écrivaine bisexuelle Colette fréquentait les lieux et décrivit un jour une jeune danseuse de music-hall portant un chapeau masculin comme ayant « cette élégance particulière du Rat Mort ».
Les peintres Maxime Dethomas et Maurice Vlaminck ont tous deux réalisé des portraits de femmes au Rat Mort, et Auguste Chabaud a représenté un couple entrant dans le club,
Pendant la Première Guerre mondiale, certains cafés et discothèques de Montmartre se sont vidés à mesure que les intellectuels et les artistes qui les fréquentaient étaient enrôlés dans la guerre.
Parallèlement, les Afro-Américains découvrent la vie culturelle du quartier lorsque certains viennent en France comme soldats. Ces dernières restèrent ou revinrent après la guerre pour travailler comme musiciens et interprètes, créant ainsi une scène de jazz florissante dans le Montmartre des années 1920.
Joséphine Baker était une artiste régulière du Rat Mort, après avoir terminé son concert avec la Revue Nègre. Une autre artiste noire américaine, Lydia Jones, déclara : « Nous avons fait beaucoup de pourboires au Rat Mort, c'était un endroit coquin ». À l'époque, le club était géré par des membres de la mafia corse. Le prince de Galles était également un visiteur fréquent dans les années 1920.
En 1926, l'établissement était décrit dans un guide comme un cabaret « ouvert de minuit à l'aube » avec « un orchestre célèbre, beaucoup de belles femmes voulant que les clients les paient pour danser avec elles ».

### Fermeture et héritage

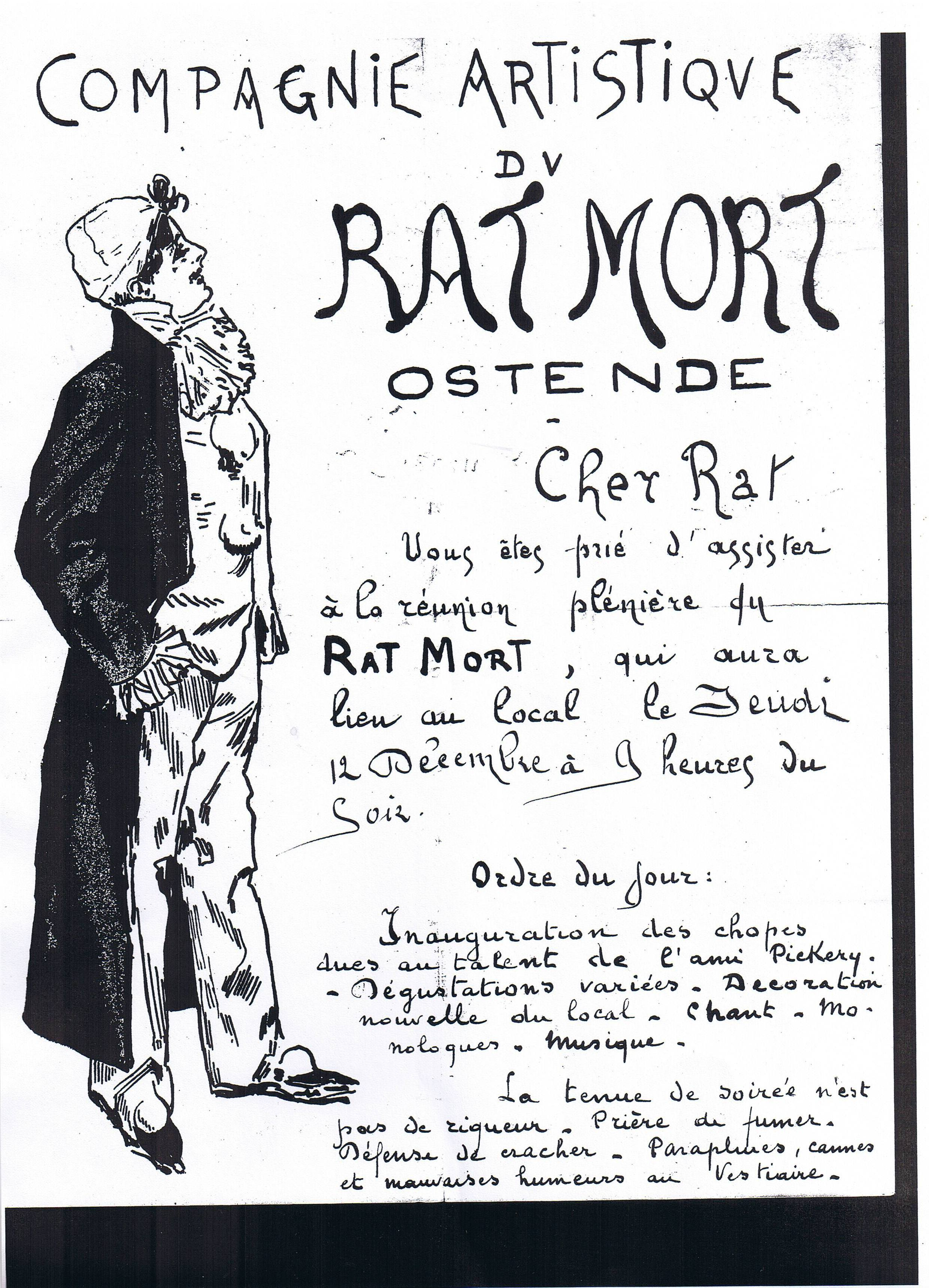
Une affiche pour le Bal Du Rat Mort belge, qui se perpétue au XXIe siècle.

La Grande Dépression des années 1930 a entraîné une augmentation de la criminalité et des rivalités mafieuses dans le quartier de Pigalle. En 1934, Le Rat Mort est le théâtre d'une fusillade entre deux membres de la mafia corse, Jean Paul Stefani et Ange Foata. Le fils d'Ange, âgé de 5 ans, a été tué, mais Stefani a finalement été acquitté. Le Rat Mort ferma ses portes peu de temps après.
Au milieu du XXe siècle, une succession d'autres boîtes de nuit ont pris sa place. En 2024, le bâtiment où il se trouvait autrefois est devenu désormais une banque, mais le site continue encore au XXIe siècle à attirer les visiteurs curieux de l'histoire bohème de Paris.
Des chercheurs modernes ont discuté de l'importance du Rat mort dans l'histoire de l'art, de la littérature, des études sur le genre et les LGBTQIA+,.

Le chanteur et musicien Manu Chao fait référence au Rat mort dans sa chanson La Ventura du début du XXIe siècle :
C'est au Rat mort a Pigalle

Un claque à filles de mauvise vie ù

Que Stafanì y blessa par baile

Angelo le mafioso

L'a eu de la chance ce vieux saloud!

D' s'en tirer comme ca sans trop d'accrocs
— Manu Chao, « La Ventura »

## Fresque
Illustrations de Joseph Faverot issus des fresques murales du Rat mort, dessinées vers 1890 :

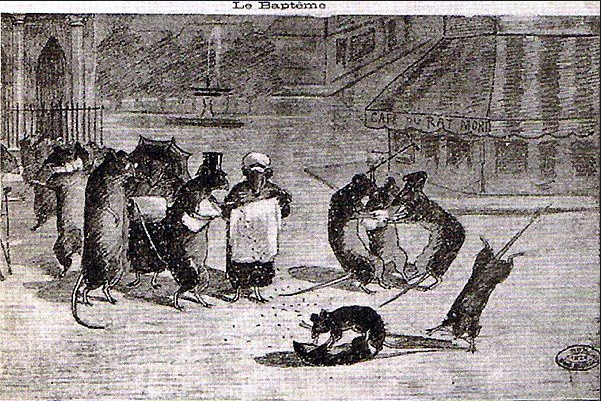
Le Baptême
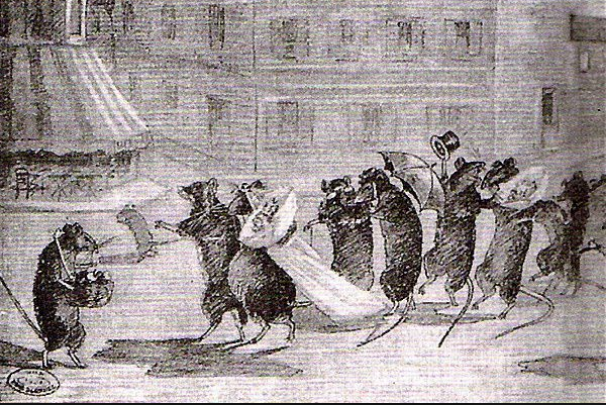
Le Mariage
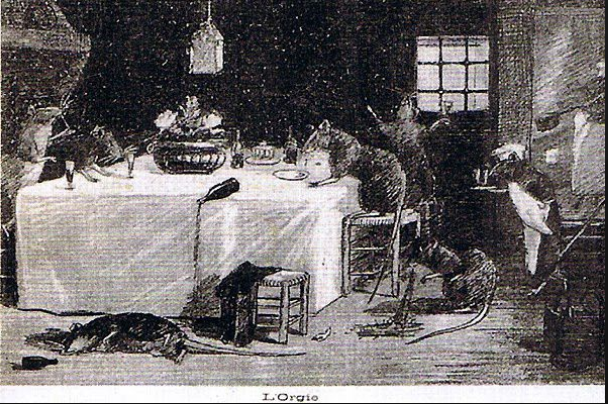
L'Orgie
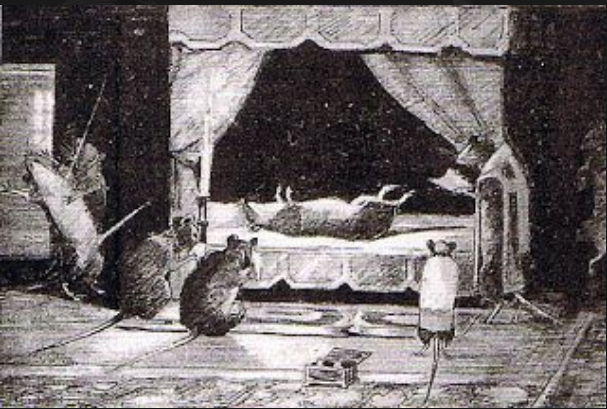
La Mort